# Kızılırmak
Kızılırmak (grec. Halys) este cel mai lung râu din Turcia (1355 km). Râul este o sursă importantă de energie electrică, dar nu este utilizat în navigație, iar apa sa irigă culturile de orez.

## Cursul apei

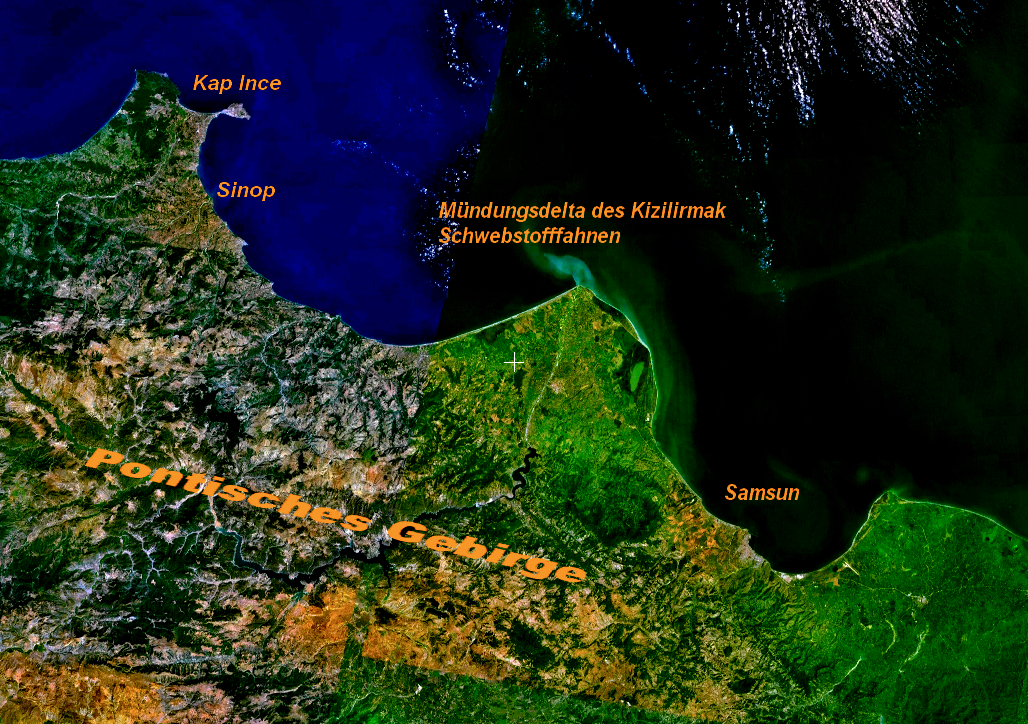
Kizilirmak - delta de vărsare

Râul izvorăște din podișul Anatoliei de est la este de orașul Sivas și la circa 150 km distanță de izvorul Eufratului. Cursul superior are la început direcția vest, sud-vest, schimbând direcția în Anatolia centrală. După traversarea apelor lacului de acumulare „Hirfanli”, curge spre nord prin Munții Pontici, alimentează lacul de acumulare „Altinkaya” și se varsă printr-o deltă largă la nord de „Bafra” (lângă Samsun) în Marea Neagră. Râul, datorită cursului repede și a variațiilor mari de debit al apei din timpul anului, nu este navigabil.

## Istoric
Hitiții au numit râul „Marassanta”, iar grecii datorită conținutului ridicat în sare (halit) al apei au numit râul „Halys”.
Cursul râului a fost frecvent în decursul istoriei granița importantă a unor imperii vecine, fiind aproape permanent un câmp de luptă. Halys a constituit granița de vest a regatului „Meder” . După oracul din Delphi:
„Cine traversează râul Halys va distruge un imperiu mare”.
Această credință l-a determinat pe regele Lidiei Cresus să atace Imperiul Persan.
Pe fluviul Halys, a avut loc Bătălia Eclipsei, între oștile lidienilor și mezilor, la 28 mai 585 î.Hr., oprită ca urmare a unui eveniment astronomic, o eclipsă totală de soare. Eclipsa a fost percepută ca o „prevestire” care indica faptul că zeii cereau încetarea luptei.
Numele de azi a râului Kızılırmak s-ar putea traduce ca „râul roșu”, culoare datorită argilei bogate în oxizi de fier

## Galerie de imagini

râul Kızılırmak și afluenții săi
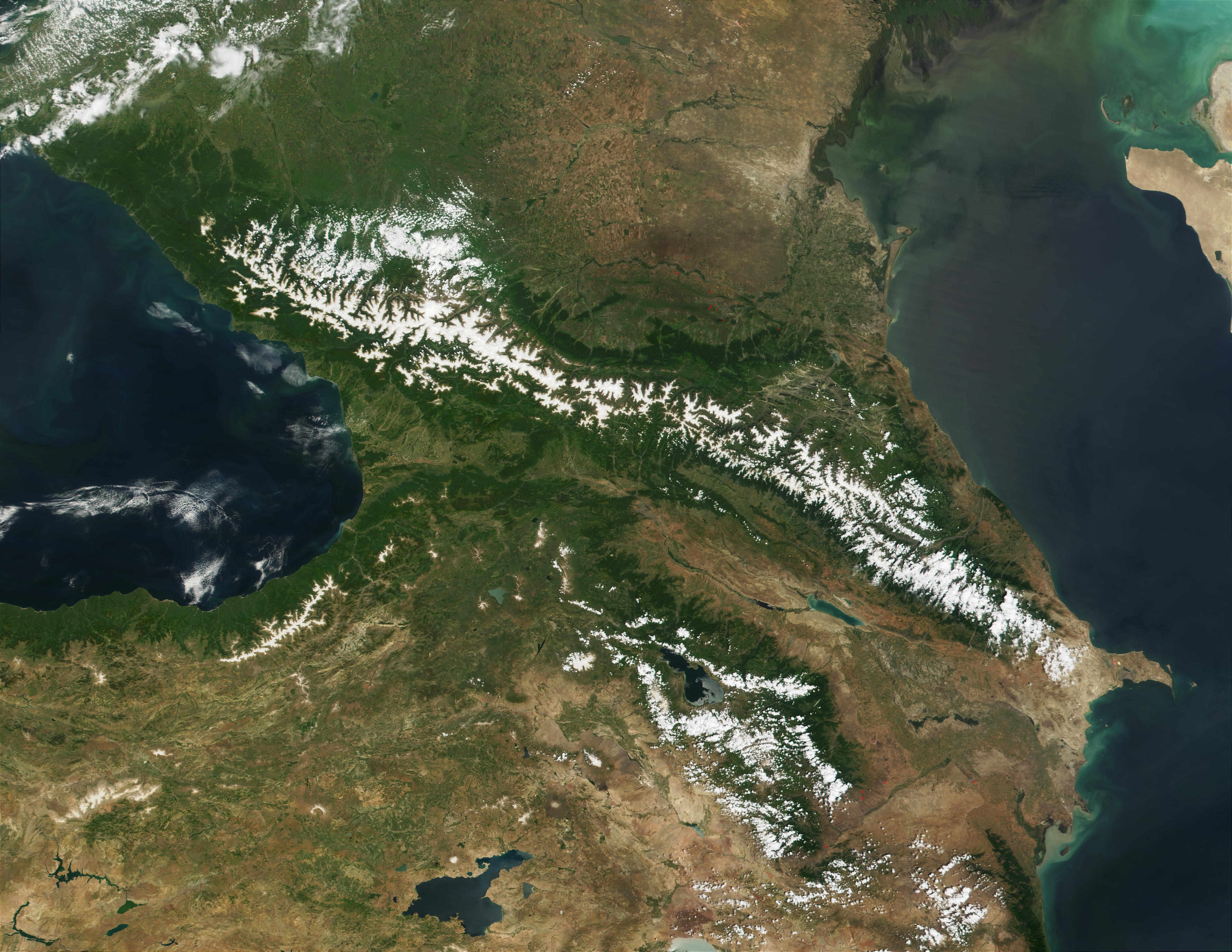
Regiunea Caucaz stg. Marea Neagră cu Munții Pontului (de est acoperiți cu zăpadă)